# George P. Lawrence

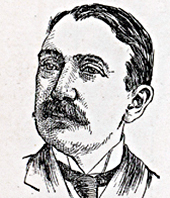
George P. Lawrence

George Pelton Lawrence (* 19. Mai 1859 in Adams, Massachusetts; † 21. November 1917 in Atlantic City, New Jersey) war ein US-amerikanischer Politiker. Zwischen 1897 und 1913 vertrat er den Bundesstaat Massachusetts im US-Repräsentantenhaus.

## Werdegang
George Lawrence besuchte bis 1876 die Drury Academy und danach bis 1880 das Amherst College. Nach einem anschließenden Jurastudium an der Columbia University und seiner 1883 erfolgten Zulassung als Rechtsanwalt begann er in North Adams in diesem Beruf zu arbeiten. Zwischen 1885 und 1894 war er Richter im nördlichen Teil des Berkshire County. Gleichzeitig schlug er als Mitglied der Republikanischen Partei eine politische Laufbahn ein. In den Jahren 1895 bis 1897 war er Mitglied und seit 1896 Präsident des Senats von Massachusetts.
Nach dem Tod des Abgeordneten Ashley B. Wright wurde Lawrence bei der fälligen Nachwahl für den ersten Sitz von Massachusetts als dessen Nachfolger in das US-Repräsentantenhaus in Washington, D.C. gewählt, wo er am 2. November 1897 sein neues Mandat antrat. Nach sieben Wiederwahlen konnte er bis zum 3. März 1913 im Kongress verbleiben. Von 1905 bis 1911 leitete er den Ausschuss zur Kontrolle der Ausgaben des Kriegsministeriums. In seine Zeit als Kongressabgeordneter fiel auch der Spanisch-Amerikanische Krieg von 1898.
Im Jahr 1912 verzichtete Lawrence auf eine erneute Kongresskandidatur. Zwischen Juli und September 1913 war er Mitglied der Public Service Commission seines Heimatstaates. Am 21. November 1917 nahm sich George Lawrence in Atlantic City mit einem Sprung aus dem achten Stock eines Hotels das Leben. Er wurde in North Adams beigesetzt.